# Liste der Kulturdenkmale in Rhönblick
Die Liste der Kulturdenkmale in Rhönblick umfasst die als Ensembles, Straßenzüge und Einzeldenkmale erfassten Kulturdenkmale in den Ortsteilen der thüringischen Gemeinde Rhönblick im Landkreis Schmalkalden-Meiningen mit dem Stand vom 24. Februar 2025.
Die Angaben in der Liste ersetzen nicht die rechtsverbindliche Auskunft der zuständigen Denkmalschutzbehörde.

## Legende
- Bild: zeigt ein Bild des Kulturdenkmals und gegebenenfalls einen Link zu weiteren Fotos des Kulturdenkmals im Medienarchiv Wikimedia Commons
- Bezeichnung: Name, Bezeichnung oder die Art des Kulturdenkmals
- Lage: Wenn vorhanden Straßenname und Hausnummer des Kulturdenkmals; Grundsortierung der Liste erfolgt nach dieser Adresse. Der Link Karte führt zu verschiedenen Kartendarstellungen und nennt die Koordinaten des Kulturdenkmals.
 Kartenansicht, um Koordinaten zu setzen – in dieser Kartenansicht sind Kulturdenkmale ohne Koordinaten mit einem roten bzw. orangen Marker dargestellt und können in der Karte gesetzt werden. Kulturdenkmale ohne Bild sind mit einem blauen bzw. roten Marker gekennzeichnet, Kulturdenkmale mit Bild mit einem grünen bzw. orangen Marker.
- Datierung: gibt das Jahr der Fertigstellung beziehungsweise das Datum der Erstnennung oder den Zeitraum der Errichtung an
- Beschreibung: bauliche und geschichtliche Einzelheiten des Kulturdenkmals, vorzugsweise die Denkmaleigenschaften
- ID: Die ID identifiziert das Kulturdenkmal eindeutig. In Thüringen sind aktuell keine IDs veröffentlicht. In der ID-Spalte kann sich auch folgendes Icon  befinden, dies führt zu Angaben zu diesem Kulturdenkmal bei Wikidata.

## Ensembles
| Bild            | Bezeichnung                                             | Lage | Datierung | Beschreibung | ID |
| --------------- | ------------------------------------------------------- | --- | --------- | ------------ | -- |
| BW              | Ortskern Bettenhausen                                   | Bettenhausen (Karte) |           |              |    |
| Fotos hochladen | Ortskern Helmershausen                                  | Helmershausen (Karte) |           |              |    |
| BW              | Bauliche Gesamtanlage Historischer Ortskern Stedtlingen | Stedtlingen, Brunnengasse 49, 61; Hauptstraße 36, 38, 40, 43, 45, 59, 60, 63; Untergasse 7, 15, 17, 18, 20 (Karte)                                                      |           |              |    |
| BW              | Ortskern Wohlmuthausen                                  | Wohlmuthausen, Dorfstraße 9, 16, 18, 19, 21, 22, 23, 24, 25, 27, 31, 32, 72, 76, 79, 81, 83, 84, 88, 95, 96, 99; Hinter der Mühle 38; Teichgasse 55, 57, 59, 60 (Karte) |           |              |    |

## Einzeldenkmale nach Gemarkungen

### Bettenhausen
| Bild                                    | Bezeichnung                              | Lage                      | Datierung | Beschreibung                           | ID |
| --------------------------------------- | ---------------------------------------- | ------------------------- | --------- | -------------------------------------- | -- |
| Direkt Bild zu diesem Denkmal hochladen | Backhaus                                 | Hauptstraße               |           | Flurstück 199                          |    |
| Direkt Bild zu diesem Denkmal hochladen | Wohnhaus                                 | Hauptstraße 27a           |           | samt Innenausstattung                  |    |
| BW                                      | Wohnhaus                                 | Hauptstraße 42 (Karte)    |           |                                        |    |
| BW                                      | Wohnhaus                                 | Hauptstraße 43 (Karte)    |           |                                        |    |
| BW                                      | Gehöft                                   | Hauptstraße 55 (Karte)    |           |                                        |    |
| BW                                      | Wohnhaus                                 | Hauptstraße 56 (Karte)    |           |                                        |    |
| BW                                      | Wohnhaus                                 | Hauptstraße 58 (Karte)    |           |                                        |    |
| BW                                      | Gehöft                                   | Hauptstraße 71 (Karte)    |           |                                        |    |
| BW                                      | Wohnhaus                                 | Hauptstraße 75 (Karte)    |           |                                        |    |
| BW                                      | Wohnhaus                                 | Hauptstraße 77 (Karte)    |           |                                        |    |
| BW                                      | Wohnhaus                                 | Hauptstraße 92 (Karte)    |           |                                        |    |
| BW                                      | Wohnhaus                                 | Hauptstraße 93 (Karte)    |           |                                        |    |
| BW                                      | Wohnhaus                                 | Hauptstraße 94 (Karte)    |           |                                        |    |
| Direkt Bild zu diesem Denkmal hochladen | Quelleneinfassung                        | Herbesengasse             |           | gegenüber der Herbesengasse            |    |
| Direkt Bild zu diesem Denkmal hochladen | Laufbrunnen                              | Herbesengasse             |           | Flurstück 225/2                        |    |
| BW                                      | Wohnhaus                                 | Herbesengasse 10 (Karte)  |           |                                        |    |
| BW                                      | Wohnhaus                                 | Herbesengasse 17 (Karte)  |           |                                        |    |
| BW                                      | Wohnhaus                                 | Herbesengasse 111 (Karte) |           |                                        |    |
| BW                                      | Obere Mühle                              | Herbesengasse 128 (Karte) |           | Mühlengehöft                           |    |
| BW                                      | Wohnhaus                                 | Herbesengasse 130 (Karte) |           |                                        |    |
| BW                                      | Wehrmauer                                | Hinter der Mauer (Karte)  |           | Reste der Dorfumwehrung                |    |
| BW                                      | Dorfbrunnen                              | Kirchberg (Karte)         |           |                                        |    |
| weitere Bilder Fotos hochladen          | Evangelische Kirche „Zum Heiligen Kreuz“ | Kirchberg 1 (Karte)       |           | Kirche samt künstlerischer Ausstattung |    |
| BW                                      | Kirchhof                                 | Kirchberg 1 (Karte)       |           |                                        |    |
| BW                                      | historische Grabsteine                   | Kirchberg 1 (Karte)       |           | Leichenhalle, Gaden, Bering und Toren  |    |
| BW                                      | Leichenhalle                             | Kirchberg 1 (Karte)       |           |                                        |    |
| BW                                      | Gaden                                    | Kirchberg 1 (Karte)       |           |                                        |    |
| BW                                      | Bering                                   | Kirchberg 1 (Karte)       |           |                                        |    |
| BW                                      | Tore                                     | Kirchberg 1 (Karte)       |           |                                        |    |
| BW                                      | Pfarrhaus                                | Kirchberg 1 (Karte)       |           |                                        |    |
| BW                                      | Wohnhaus mit Nebengebäude                | Kirchberg 23 (Karte)      |           |                                        |    |
| BW                                      | Wohnhaus                                 | Ringgasse 108 (Karte)     |           |                                        |    |
| Direkt Bild zu diesem Denkmal hochladen | Backhaus                                 | Schreinergasse            |           | bei Haus Nr. 78                        |    |
| BW                                      | Herpfbrücke                              | (Karte)                   |           |                                        |    |
| Direkt Bild zu diesem Denkmal hochladen | Wegweiserstein                           | Flurgrenze Helmershausen  |           |                                        |    |

### Geba
| Bild                           | Bezeichnung         | Lage                  | Datierung | Beschreibung                                        | ID |
| ------------------------------ | ------------------- | --------------------- | --------- | --------------------------------------------------- | -- |
| weitere Bilder Fotos hochladen | Evangelische Kirche | Kirchweg (Karte)      |           | Kirche samt künstlerischer Ausstattung und Kirchhof |    |
| BW                             | Alte Schule         | Dorfstraße 15 (Karte) |           |                                                     |    |

### Gerthausen
| Bild                           | Bezeichnung         | Lage                                                      | Datierung | Beschreibung                                        | ID |
| ------------------------------ | ------------------- | --------------------------------------------------------- | --------- | --------------------------------------------------- | -- |
| BW                             | Kercheborn          | Marienstraße, Flur 1, Flurstück 2/3 (Karte)               |           | Laufbrunnen                                         |    |
| BW                             | Laufbrunnen         | Schafhäuser Straße o. Nr. Flur 1, Flurstück 82/17 (Karte) |           |                                                     |    |
| weitere Bilder Fotos hochladen | Evangelische Kirche | Marienstraße 1 (Karte)                                    |           | Kirche samt künstlerischer Ausstattung und Kirchhof |    |
| BW                             | Wohnhaus            | Schafhäuser Straße 57 (Karte)                             |           |                                                     |    |
| BW                             | Backhaus            | Untere Gasse, Flur 1, Flurstück 20 (Karte)                |           |                                                     |    |

### Gleimershausen
| Bild                                    | Bezeichnung               | Lage                                                                 | Datierung | Beschreibung   | ID |
| --------------------------------------- | ------------------------- | -------------------------------------------------------------------- | --------- | -------------- | -- |
| Direkt Bild zu diesem Denkmal hochladen | Neubauernhof              | Am Brauhügel o. Nr., Flurstück 137/9                                 |           |                |    |
| Direkt Bild zu diesem Denkmal hochladen | Ehemaliges Tagelöhnerhaus | Am Brauhügel o. Nr.,Flurstück 23/2                                   |           |                |    |
| BW                                      | Wohnhaus                  | Brunnenweg 7, Flurstück 38/3 (Karte)                                 |           |                |    |
| Direkt Bild zu diesem Denkmal hochladen | Wohnhaus                  | Weg zur LPG 7 (?)                                                    |           | Wohnhaus       |    |
| Direkt Bild zu diesem Denkmal hochladen | Gehöft                    | Weg zur LPG 10 (?)                                                   |           | Flurstück 51/2 |    |
| Direkt Bild zu diesem Denkmal hochladen | Grabstätte                | Gleimershausen, außerhalb östlich des Ortes Friedhof, Friedhofsmauer |           |                |    |
| Direkt Bild zu diesem Denkmal hochladen | Glocke                    | Gleimershausen, im ehemaligen Schulgebäude                           |           |                |    |

### Haselbach
| Bild            | Bezeichnung                          | Lage                                                                  | Datierung | Beschreibung | ID |
| --------------- | ------------------------------------ | --------------------------------------------------------------------- | --------- | ------------ | -- |
| Fotos hochladen | Laufbrunnen                          | Haselbach, Gleimershäuser Straße, vor Nr. 20, Flurstück 147/2 (Karte) |           |              |    |
| BW              | Waisenhaus, sogenanntes Bernhardhaus | Haselbach, Fischhaus 1 (Karte)                                        |           |              |    |

### Helmershausen
| Bild                                    | Bezeichnung                                 | Lage                                                   | Datierung | Beschreibung                                      | ID |
| --------------------------------------- | ------------------------------------------- | ------------------------------------------------------ | --------- | ------------------------------------------------- | -- |
| BW                                      | „Henneberger Freihof“                       | Am Markt 148 (Karte)                                   |           | Gehöft                                            |    |
| BW                                      | „Gelbes Schloss“                            | Am Markt 154 (Karte)                                   |           | Gehöft                                            |    |
| BW                                      | Wohnhaus                                    | Am Markt 155 (Karte)                                   |           |                                                   |    |
| BW                                      | Laufbrunnen „Weiße Brönn“                   | Am Torhaus, Flur 1, Flurstück 278/5 (Karte)            |           |                                                   |    |
| BW                                      | Wohnhaus                                    | Baderstor 141 (Karte)                                  |           |                                                   |    |
| BW                                      | Wohnhaus                                    | Baderstor 144 (Karte)                                  |           |                                                   |    |
| BW                                      | Wohnhaus                                    | Baderstor 146 (Karte)                                  |           |                                                   |    |
| BW                                      | Hofanlage                                   | Bäckergasse 66 (Karte)                                 |           |                                                   |    |
| BW                                      | Hofanlage                                   | Bäckergasse 67 (Karte)                                 |           |                                                   |    |
| BW                                      | Backhaus                                    | Brückengasse (bei Nr. 129) (Karte)                     |           |                                                   |    |
| Direkt Bild zu diesem Denkmal hochladen | Brunnenstock                                | Drehgasse                                              |           |                                                   |    |
| Fotos hochladen                         | Gehöft                                      | Drehgasse 68 (Karte)                                   |           |                                                   |    |
| BW                                      | Wohnhaus                                    | Drehgasse 75 (Karte)                                   |           |                                                   |    |
| BW                                      | Scheune                                     | Drehgasse 75 (Karte)                                   |           |                                                   |    |
| weitere Bilder Fotos hochladen          | Evangelische Kirche                         | Kirchgasse 1 (Karte)                                   |           | Kirche samt künstlerischer Ausstattung, Epitaphen |    |
| BW                                      | Kirchhof                                    | Kirchgasse 1 (Karte)                                   |           |                                                   |    |
| BW                                      | Kirchhofmauer                               | Kirchgasse 1 (Karte)                                   |           |                                                   |    |
| BW                                      | Wohnhaus                                    | Kirchgasse 2 (Karte)                                   |           |                                                   |    |
| BW                                      | Gehöft                                      | Körnergasse 36 (Karte)                                 |           |                                                   |    |
| BW                                      | Wohnhaus                                    | Linsenhof 64 (Karte)                                   |           |                                                   |    |
| Direkt Bild zu diesem Denkmal hochladen | Laufbrunnen                                 | Manggasse                                              |           |                                                   |    |
| BW                                      | Wohnhaus                                    | Manggasse 9 (Karte)                                    |           |                                                   |    |
| BW                                      | Brunnen „Geiß-Brönn“                        | Marktgasse o. Nr., Flur 1, Flurstück 278/1 (Karte)     |           |                                                   |    |
| weitere Bilder Fotos hochladen          | Wohnhaus, sogenanntes „Rotes Schloss“       | Marktgasse 106 (Karte)                                 |           |                                                   |    |
| BW                                      | Laufbrunnen                                 | Pfarrgasse o. Nr., Flur 1, Flurstück 278 / 1 (Karte)   |           |                                                   |    |
| Fotos hochladen                         | Herrenhaus, sogenanntes „Schwarzes Schloss“ | Pfarrgasse 98 (Karte)                                  |           |                                                   |    |
| BW                                      | Scheune                                     | Pfarrgasse 98 (Karte)                                  |           |                                                   |    |
| BW                                      | Gehöft                                      | Marktgasse (ehemals Untergasse) 79 (Karte)             |           |                                                   |    |
| BW                                      | Wohnhaus                                    | Marktgasse (ehemals Untergasse) 94 (Karte)             |           |                                                   |    |
| BW                                      | Wohnhaus                                    | Marktgasse (ehemals Untergasse) 100 (Karte)            |           |                                                   |    |
| BW                                      | Wegweiser- und Flurstein                    | Landstraße von Bettenhausen nach Helmershausen (Karte) |           |                                                   |    |
| BW                                      | Brücke über die Herpf                       | Poppenstein (Karte)                                    |           |                                                   |    |
| BW                                      | Gefallenendenkmal                           | westlicher Ortsrand (Karte)                            |           |                                                   |    |
| weitere Bilder Fotos hochladen          | Burgruine „Hutsburg“                        | Hutsberg (Karte)                                       |           |                                                   |    |

### Hermannsfeld
| Bild                                    | Bezeichnung                                      | Lage                                                                       | Datierung | Beschreibung                           | ID |
| --------------------------------------- | ------------------------------------------------ | -------------------------------------------------------------------------- | --------- | -------------------------------------- | -- |
| weitere Bilder Fotos hochladen          | Grenzturm                                        | Auf dem Dachsberg, Flurstück 375 / 2 (Karte)                               |           |                                        |    |
| weitere Bilder Fotos hochladen          | Jagd- und Sommerschloss „Fasanerie“              | Fasanerie 90 (Karte)                                                       |           | samt Innenausstattung                  |    |
| BW                                      | Nebengebäude                                     | Fasanerie 92 (Karte)                                                       |           |                                        |    |
| BW                                      | Wald- und Parkgelände                            | Flurstücke 886 u.a. (Karte)                                                |           |                                        |    |
| Direkt Bild zu diesem Denkmal hochladen | Grabstätte                                       | Hermannsfeld, Im Apelgarten o. Nr.                                         |           |                                        |    |
| Direkt Bild zu diesem Denkmal hochladen | Glocke                                           | Hermannsfeld, Im Apfelgarten o. Nr.                                        |           |                                        |    |
| BW                                      | Lindenplatz                                      | Im Dorfe, Flurstück 114/2 (Karte)                                          |           |                                        |    |
| Direkt Bild zu diesem Denkmal hochladen | Brunnen                                          | Hermannsfeld, Straße im Hinterdorf                                         |           |                                        |    |
| weitere Bilder Fotos hochladen          | Evangelische Kirche                              | Hermannsfeld, Straße im Mitteldorf o. Nr. (Karte)                          |           | Kirche samt künstlerischer Ausstattung |    |
| BW                                      | Kirchhof                                         | Hermannsfeld, Straße im Mitteldorf o. Nr. (Karte)                          |           |                                        |    |
| BW                                      | Wehrmauer                                        | Hermannsfeld, Straße im Mitteldorf o. Nr. (Karte)                          |           |                                        |    |
| BW                                      | Laufbrunnen                                      | Hermannsfeld, Straße im Mitteldorf (Karte)                                 |           | Flurstück 150/10                       |    |
| BW                                      | Wohnhaus                                         | Hermannsfeld, Straße im Mitteldorf 27 (Karte)                              |           |                                        |    |
| BW                                      | Pfarrhof                                         | Hermannsfeld, Straße im Mitteldorf 42 (Karte)                              |           |                                        |    |
| Fotos hochladen                         | Ehemaliger Wallfahrtsort St. Wolfgang: Kirchhof  | Sankt Wolfgang 87 (Karte)                                                  |           |                                        |    |
| BW                                      | Ehemaliger Wallfahrtsort St. Wolfgang: Wehrmauer | Sankt Wolfgang 87 (Karte)                                                  |           |                                        |    |
| BW                                      | Gehöft                                           | Straße im Oberdorf 19 (Karte)                                              |           |                                        |    |
| Fotos hochladen                         | Wegweiserstein                                   | Thurmgut, Flurstück 868 (Karte)                                            |           |                                        |    |
| BW                                      | Gut Thurmgut                                     | Thurmgut 89 (Karte)                                                        |           |                                        |    |
| BW                                      | Laufbrunnen                                      | Wassergasse (Karte)                                                        |           | Flurstück 150/10                       |    |
| BW                                      | Gehöft                                           | Wassergasse 35 (Karte)                                                     |           |                                        |    |
| Direkt Bild zu diesem Denkmal hochladen | Gemarkungssteine                                 | Gemarkungsgrenze Straße von Stedtlingen nach Hermannsfeld, Flurstück 408/2 |           |                                        |    |

### Seeba
| Bild                           | Bezeichnung               | Lage                                                                      | Datierung | Beschreibung                           | ID |
| ------------------------------ | ------------------------- | ------------------------------------------------------------------------- | --------- | -------------------------------------- | -- |
| BW                             | Wohnhaus                  | Am Hag 15a (Karte)                                                        |           |                                        |    |
| BW                             | Wirtschaftsgebäude        | Am Hag 15a (Karte)                                                        |           |                                        |    |
| weitere Bilder Fotos hochladen | Evangelische Marienkirche | Oberdorf o. Nr. (Karte)                                                   |           | Kirche samt künstlerischer Ausstattung |    |
| BW                             | Kirchhof                  | Oberdorf o. Nr. (Karte)                                                   |           |                                        |    |
| BW                             | Brunnen                   | Seeba, Oberdorf, östlich Nr. 17b (Karte)                                  |           |                                        |    |
| BW                             | Wohnhaus                  | Oberdorf 21 (Karte)                                                       |           |                                        |    |
| BW                             | Wohnhaus                  | Oberdorf 26 (Karte)                                                       |           |                                        |    |
| BW                             | Laufbrunnen               | Oberdorf, vor Nr. 26 (Karte)                                              |           | Flurstück 31/5                         |    |
| BW                             | Flurstein                 | Am Seebaer Graben, K 2588 Richtung Bettenhausen, Flurstück 471/12 (Karte) |           |                                        |    |

### Stedtlingen
| Bild                                    | Bezeichnung         | Lage                                     | Datierung | Beschreibung                                                     | ID |
| --------------------------------------- | ------------------- | ---------------------------------------- | --------- | ---------------------------------------------------------------- | -- |
| BW                                      | Wohnhaus            | Brunnengasse 61 (Karte)                  |           |                                                                  |    |
| BW                                      | Wohnhaus            | Hermannsfelder Straße 59 (Karte)         |           |                                                                  |    |
| weitere Bilder Fotos hochladen          | Evangelische Kirche | Steingäßchen o. Nr. (Karte)              |           | Kirche samt künstlerischer Ausstattung, Kirchhof und Einfriedung |    |
| BW                                      | Kirchhof            | Steingäßchen o. Nr. (Karte)              |           |                                                                  |    |
| BW                                      | Einfriedung         | Steingäßchen o. Nr. (Karte)              |           |                                                                  |    |
| Direkt Bild zu diesem Denkmal hochladen | Laufbrunnen         | Untergasse                               |           | Flurstück 70/6                                                   |    |
| BW                                      | Gehöft              | Untergasse 15 (Karte)                    |           |                                                                  |    |
| BW                                      | Wohnhaus            | Untergasse 18 (Karte)                    |           |                                                                  |    |
| BW                                      | Wohnhaus            | Untergasse 20 (Karte)                    |           | Wohnhaus                                                         |    |
| Direkt Bild zu diesem Denkmal hochladen | Wegweiserstein      | Straße von Stedtlingen nach Hermannsfeld |           |                                                                  |    |

### Wohlmuthausen
| Bild                                    | Bezeichnung               | Lage | Datierung | Beschreibung | ID |
| --------------------------------------- | ------------------------- | --- | --------- | ------------ | -- |
| BW                                      | Wohnhaus                  | Dorfstraße 9 (Karte)                                                                                            |           |              |    |
| weitere Bilder Fotos hochladen          | Evangelische Filialkirche | Dorfstraße 23, 24 (Karte)                                                                                       |           |              |    |
| BW                                      | Schule                    | Dorfstraße 23, 24 (Karte)                                                                                       |           |              |    |
| BW                                      | Gehöft                    | Dorfstraße 81 (Karte)                                                                                           |           | Wohnhaus     |    |
| BW                                      | Backhaus                  | Dorfstraße 98 (Karte)                                                                                           |           |              |    |
| BW                                      | Brunnen                   | Wohlmuthausen, Dorfstraße, vor Haus Nr. 12 (Karte)                                                              |           |              |    |
| BW                                      | Brunnen                   | Wohlmuthausen, Dorfstraße, vor Haus Nr. 19 (Karte)                                                              |           |              |    |
| BW                                      | Brunnen                   | Wohlmuthausen, Dorfstraße, vor Haus Nr. 25 (Karte)                                                              |           |              |    |
| BW                                      | Brunnen                   | Wohlmuthausen, Dorfstraße, zwischen Haus Nr. 5 und 6 (Karte)                                                    |           |              |    |
| BW                                      | Oberes Backhaus           | Teichgasse 45 (Karte)                                                                                           |           | Backhaus     |    |
| BW                                      | Feuerwehrgerätehaus       | Teichgasse 46 (Karte)                                                                                           |           |              |    |
| BW                                      | Wohnhaus mit Nebengelass  | Torgasse 60 (Karte)                                                                                             |           |              |    |
| BW                                      | Gehöft                    | Torgasse 63 (Karte)                                                                                             |           |              |    |
| BW                                      | Brunnen                   | Wohlmuthausen, Teichgasse, auf Grünfläche (Karte)                                                               |           |              |    |
| Direkt Bild zu diesem Denkmal hochladen | Karstmühle                | Koordinaten fehlen! Hilf mit.                                                                                   |           | Mühle        |    |
| Direkt Bild zu diesem Denkmal hochladen | Brücke                    | Am Weg nach Weimarschmieden, über die Herpf (in einem kleinen Hain von Laubbäumen, über dem Bachlauf der Herpf) |           |              |    |

## Ehemalige Kulturdenkmale
| Bild                                    | Bezeichnung | Lage                            | Datierung | Beschreibung   | ID |
| --------------------------------------- | ----------- | ------------------------------- | --------- | -------------- | -- |
| Direkt Bild zu diesem Denkmal hochladen | Brunnentrog | Gerthausen, Am Kirchplatz       |           |                |    |
| Direkt Bild zu diesem Denkmal hochladen | Wohnhaus    | Gleimershausen, Am Brauhügel 13 |           | Flurstück 56/2 |    |
| Direkt Bild zu diesem Denkmal hochladen | Scheune     | Hermannsfeld, Thurmgut 100      |           |                |    |
| Direkt Bild zu diesem Denkmal hochladen | Scheune     | Seeba, Am Hag 16                |           |                |    |

## Abgegangene Kulturdenkmale
| Bild | Bezeichnung  | Lage                                 | Datierung | Beschreibung                              | ID |
| ---- | ------------ | ------------------------------------ | --------- | ----------------------------------------- | -- |
| BW   | Dorfschule   | Bettenhausen, Hauptstraße 90 (Karte) |           | durch Wohngebäude ersetzt                 |    |
| BW   | Nebengebäude | Hermannsfeld, Fasanerie 93 (Karte)   |           | Gebäude existiert im März 2025 nicht mehr |    |